# دفع مدفوع باز
دفع مدفوع باز یا اجابت مزاج باز (به انگلیسی: Open defecation)، عملی است که انسان برای اجابت مزاج در بیرون ("در فضای باز") به جای داخل توالت انجام می‌دهد. مردم ممکن است مزارع، بوته‌ها، جنگل‌ها، خندق‌ها، خیابان‌ها، کانال‌ها یا دیگر فضاهای باز را برای اجابت مزاج انتخاب کنند. آنها این کار را یا به این دلیل انجام می‌دهند که دستشویی ندارند یا به دلیل اعمال فرهنگی سنتی است. این عمل در جایی که زیرساخت‌ها و خدمات بهداشتی در دسترس نیستند، رایج است. حتی اگر توالت‌ها در دسترس باشند، ممکن است تلاش‌های تغییر رفتار همچنان برای ترویج استفاده از توالت مورد نیاز باشد. «بدون اجابت مزاج باز» (Open defecation free) اصطلاحی است که برای توصیف جوامعی استفاده می‌شود که به جای اجابت مزاج باز به استفاده از توالت رفته‌اند. برای مثال، پس از اجرای برنامه‌های بهداشت سراسری به رهبری جامعه، این می‌تواند رخ دهد.
در برخی از حوزه‌های قضایی، اجابت مزاج علنی یا در ملأ عام جرمی کیفری است که می‌تواند با جزای نقدی یا حتی زندان مجازات شود.
برخی از پارک‌های ملی در برخی مناطق اجابت مزاج در فضای باز را ممنوع می‌کنند. در صورت اجابت مزاج آشکار، توصیه کلی این است که مدفوع را در یک چاله حفر کرده و با خاک بپوشانید.

پوشش تأسیسات بهداشتی در سراسر جهان از سال ۲۰۰۰ تا ۲۰۱۵ (خط نارنجی، داده‌های دفع مدفوع باز است).